# Astatbromid
Astatbromid ist eine anorganische chemische Verbindung des Astats aus der Gruppe der Bromide. Es ist eine radioaktive Interhalogenverbindung.

## Gewinnung und Darstellung
Astatbromid entsteht bei der Reaktion von Astat mit einer wässrigen Lösung von Iodbromid, Iod und Bromidionen.
Es kann auch mit einer Synthesereaktion aus den beiden Elementen erzeugt werden:
{\displaystyle {\ce {At2 + Br2 -> 2 AtBr}}}